# Щетка (деревня)
Щетка — опустевшая деревня в Весьегонском муниципальном округе Тверской области.

## География
Деревня находится в северо-восточной части Тверской области на расстоянии приблизительно 36 км на юг по прямой от районного центра города Весьегонск.

## История
В 1859 году здесь (деревня Весьегонского уезда Тверской губернии) было отмечено 9 дворов. До 2019 года входила в состав Кесемского сельского поселения.

## Население
Численность населения: 54 человека (1859 год),, 0 как в 2002 году, так и в 2010.